# Klement Gottwald
Klement Gottwald (Heroltice ? ili Dědice ?, 23. studenog 1896. – Prag, 14. ožujka 1953.) je bio čehoslovački političar i državnik. 
Suosnivač je čehoslovačke Komunističke partije 1921. i njezin glavni tajnik od 1929. Nakon Münchenskoga sporazuma bježi u Moskvu 1938. – 1945. Zamjenik je premijera u privremenoj vladi na čelu s Edvardom Benešom 1945.
Postaje predsjednik vlade 1946. u koaliciji na čelu s Komunističkom partijom. Prihvatio Marshallov plan 1947., ali je povukao pristanak na Staljinov nalog. Vodio je državni udar 1948. i smijenio Beneša. Predsjednik je republike od 1949. do 1953. Organizirao staljinističke čistke protiv “titoista”.